# Aloysius Paul D’Souza

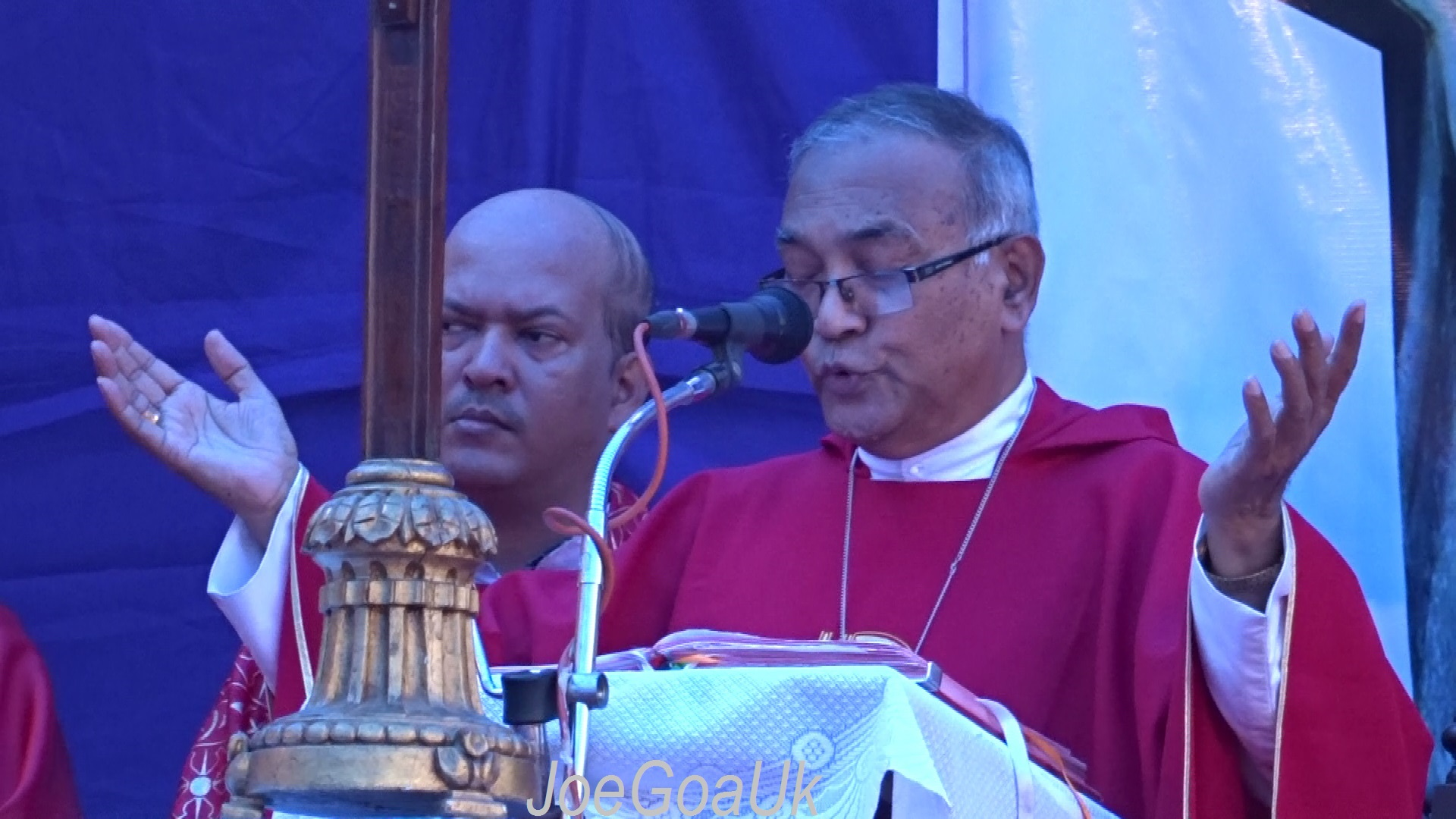
Aloysius Paul D’Souza (2017)

Aloysius Paul D’Souza (Konkani: अलोय्सिउस पौल डी सोझा (Devanagari), ಆಲೋಯ್ಸಿಉಸ್ ಪುಲ್ ದ ಒಜ (Kannada); * 21. Juni 1941 in Agrar) ist ein indischer Geistlicher und emeritierter römisch-katholischer Bischof von Mangalore.

## Leben
Aloysius Paul D’Souza empfing am 3. Dezember 1966 die Priesterweihe.
Papst Johannes Paul II. ernannte ihn am 11. Januar 1996 zum Titularbischof von Dura und Weihbischof in Mangalore. Der Bischof von Mangalore, Basil Salvadore D’Souza, spendete ihm am 15. Mai desselben Jahres die Bischofsweihe. Mitkonsekratoren waren Alphonsus Mathias, Erzbischof von Bangalore, und Patrick Paul D’Souza, Bischof von Varanasi. Am 8. November 1996 wurde er zum Bischof von Mangalore ernannt.
Papst Franziskus nahm am 3. Juli 2018 seinen altersbedingten Rücktritt an.